# Bihoro, Hokkaidō
Bihoro (美幌町 Bihoro-chō) là thị trấn thuộc huyện Abashiri, phó tỉnh Okhotsk, Hokkaidō, Nhật Bản. Tính đến ngày 1 tháng 10 năm 2020, dân số ước tính thị trấn là 18.697 người và mật độ dân số là 43 người/km2. Tổng diện tích thị trấn là 438,36 km2.

## Địa lý

### Khí hậu
| Dữ liệu khí hậu của Bihoro, Hokkaidō     | Dữ liệu khí hậu của Bihoro, Hokkaidō | Dữ liệu khí hậu của Bihoro, Hokkaidō | Dữ liệu khí hậu của Bihoro, Hokkaidō | Dữ liệu khí hậu của Bihoro, Hokkaidō | Dữ liệu khí hậu của Bihoro, Hokkaidō | Dữ liệu khí hậu của Bihoro, Hokkaidō | Dữ liệu khí hậu của Bihoro, Hokkaidō | Dữ liệu khí hậu của Bihoro, Hokkaidō | Dữ liệu khí hậu của Bihoro, Hokkaidō | Dữ liệu khí hậu của Bihoro, Hokkaidō | Dữ liệu khí hậu của Bihoro, Hokkaidō | Dữ liệu khí hậu của Bihoro, Hokkaidō | Dữ liệu khí hậu của Bihoro, Hokkaidō |
| Tháng                                    | 1                                    | 2                                    | 3                                    | 4                                    | 5                                    | 6                                    | 7                                    | 8                                    | 9                                    | 10                                   | 11                                   | 12                                   | Năm                                  |
| ---------------------------------------- | ------------------------------------ | ------------------------------------ | ------------------------------------ | ------------------------------------ | ------------------------------------ | ------------------------------------ | ------------------------------------ | ------------------------------------ | ------------------------------------ | ------------------------------------ | ------------------------------------ | ------------------------------------ | ------------------------------------ |
| Cao kỉ lục °C (°F)                       | 8.4 (47.1)                           | 10.8 (51.4)                          | 17.1 (62.8)                          | 31.5 (88.7)                          | 37.4 (99.3)                          | 37.2 (99.0)                          | 37.0 (98.6)                          | 36.5 (97.7)                          | 33.6 (92.5)                          | 26.2 (79.2)                          | 21.0 (69.8)                          | 15.6 (60.1)                          | 37.4 (99.3)                          |
| Trung bình ngày tối đa °C (°F)           | −2.7 (27.1)                          | −1.9 (28.6)                          | 2.7 (36.9)                           | 10.2 (50.4)                          | 16.9 (62.4)                          | 20.4 (68.7)                          | 23.8 (74.8)                          | 24.9 (76.8)                          | 21.6 (70.9)                          | 15.4 (59.7)                          | 7.7 (45.9)                           | 0.2 (32.4)                           | 11.6 (52.9)                          |
| Trung bình ngày °C (°F)                  | −8.3 (17.1)                          | −7.9 (17.8)                          | −2.5 (27.5)                          | 4.3 (39.7)                           | 10.2 (50.4)                          | 14.4 (57.9)                          | 18.3 (64.9)                          | 19.6 (67.3)                          | 15.8 (60.4)                          | 9.2 (48.6)                           | 2.2 (36.0)                           | −5.4 (22.3)                          | 5.8 (42.5)                           |
| Tối thiểu trung bình ngày °C (°F)        | −14.9 (5.2)                          | −15.1 (4.8)                          | −8.6 (16.5)                          | −1.5 (29.3)                          | 4.1 (39.4)                           | 9.2 (48.6)                           | 13.8 (56.8)                          | 15.2 (59.4)                          | 10.5 (50.9)                          | 3.1 (37.6)                           | −3.1 (26.4)                          | −11.4 (11.5)                         | 0.1 (32.2)                           |
| Thấp kỉ lục °C (°F)                      | −30.2 (−22.4)                        | −31.2 (−24.2)                        | −27.2 (−17.0)                        | −15.1 (4.8)                          | −5.2 (22.6)                          | −1.9 (28.6)                          | 2.4 (36.3)                           | 5.7 (42.3)                           | −0.5 (31.1)                          | −5.6 (21.9)                          | −17.4 (0.7)                          | −23.9 (−11.0)                        | −31.2 (−24.2)                        |
| Lượng Giáng thủy trung bình mm (inches)  | 40.2 (1.58)                          | 27.4 (1.08)                          | 33.1 (1.30)                          | 49.3 (1.94)                          | 58.5 (2.30)                          | 66.4 (2.61)                          | 90.9 (3.58)                          | 122.1 (4.81)                         | 117.5 (4.63)                         | 79.8 (3.14)                          | 44.8 (1.76)                          | 48.4 (1.91)                          | 778.6 (30.65)                        |
| Số ngày giáng thủy trung bình (≥ 1.0 mm) | 9.5                                  | 7.5                                  | 8.5                                  | 9.7                                  | 10.1                                 | 10.5                                 | 11.2                                 | 11.2                                 | 11.4                                 | 9.6                                  | 8.8                                  | 9.2                                  | 117.2                                |
| Số giờ nắng trung bình tháng             | 116.2                                | 131.2                                | 163.5                                | 168.5                                | 177.3                                | 164.4                                | 158.1                                | 157.9                                | 155.7                                | 158.2                                | 131.5                                | 125.2                                | 1.807,8                              |
| Nguồn: Cục Khí tượng Nhật Bản            |                                      |                                      |                                      |                                      |                                      |                                      |                                      |                                      |                                      |                                      |                                      |                                      |                                      |